# Fausto Coppi

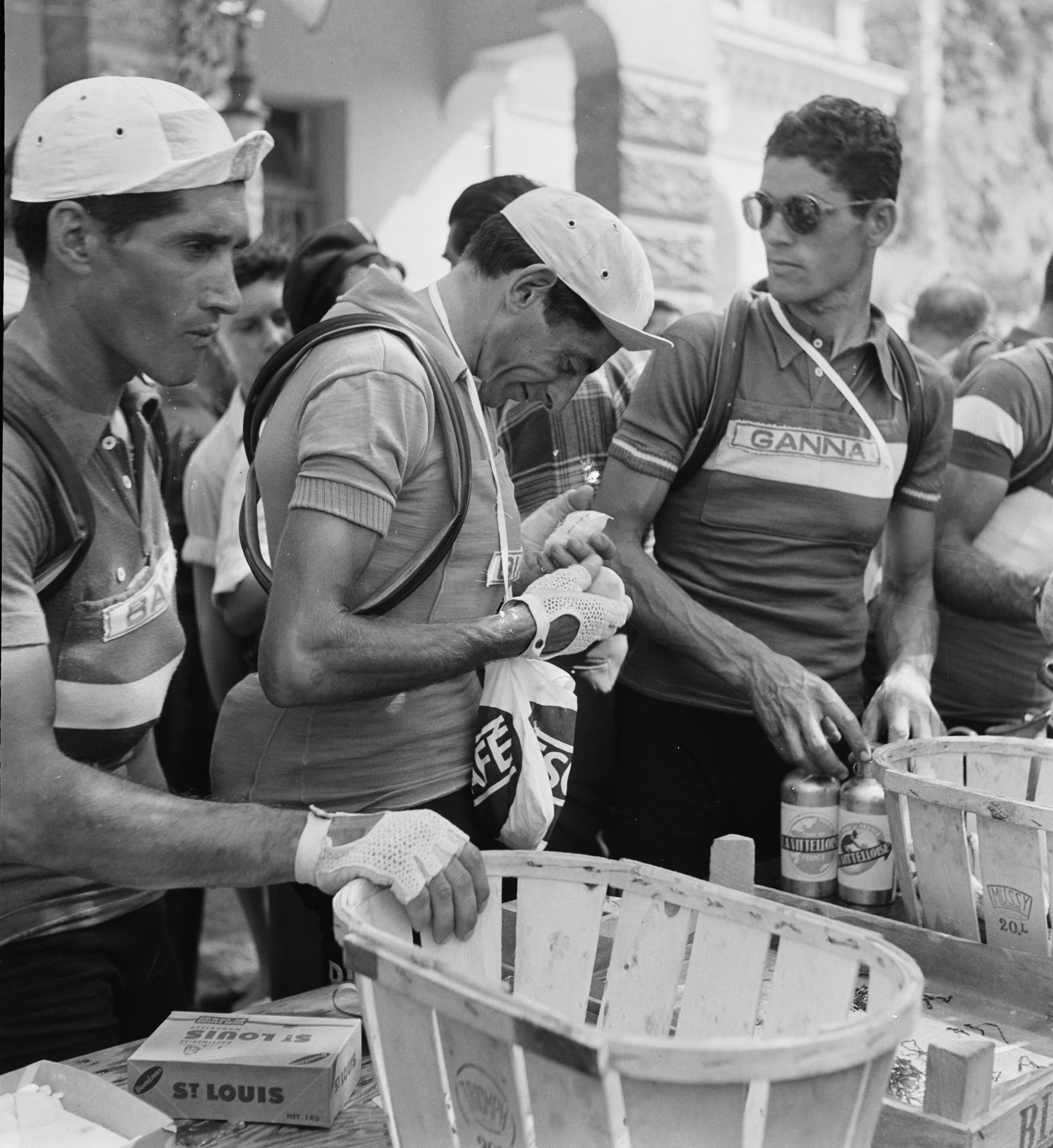
Fausto Coppi

Angelo Fausto Coppi (15. září 1919, Castellania Coppi – 2. ledna 1960, Tortona) byl italský závodník v silniční cyklistice, známý pod přezdívkou Il Campionissimo (šampión šampiónů).

## Život
Narodil se v početné chudé venkovské rodině, k cyklistice se dostal jako poslíček u řezníka. Profesionálně závodit začal v roce 1939, hned v dalším roce vyhrál Giro d'Italia. Jeho kariéru přerušila druhá světová válka, během níž upadl do britského zajetí. V poválečném období soupeřil s Gino Bartalim o titul největšího profesionálního cyklisty světa. Rivalita měla i politické pozadí: konzervativní katolík Bartali proti představiteli průmyslového severu Coppimu, materialistovi a bonvivánovi, který odmítal používat křestní jméno Angelo, netajil se braním dopingu (což bylo při tehdejších testovacích metodách prakticky beztrestné) a udržoval mimomanželské vztahy. Na MS 1948 se Coppi s Bartalim navzájem hlídali tak dlouho, až jim ujel Belgičan Briek Schotte a stal se vítězem. Italská federace oba potrestala tříměsíčním zákazem činnosti.
Fausto Coppi jako první cyklista všech dob dokázal vyhrát Tour i Giro v jediném roce. Závěr jeho kariéry však byl poznamenán četnými zdravotními problémy. Zemřel v 40 letech na následky malárie, kterou chytil na dovolené v Africe.
Na jeho počest se uděluje cena Cima Coppi pro cyklistu, který jako první zdolá nejvyšší bod daného ročníku Gira. V anketě pořádané roku 1999 byl zvolen druhým nejlepším italským sportovcem 20. století.

## Úspěchy

### Vítězství

#### Giro d'Italia
1940, 1947, 1949, 1952, 1953

#### Tour de France
1949, 1952

#### Mistrovství světa
1953 (Lugano)

### Světový rekord v hodinovce
- 7. listopadu 1942 v Miláně: 45 798 m